# Amy Spanger
Amy Spanger (Newbury (Massachusetts), 24 agosto 1971) è un'attrice e cantante statunitense.
Ha recitato in diversi musical a Broadway, tra cui Sunset Boulevard (1995), Kiss Me Kate (1999), Urinetown (2003), The Wedding Singer (2006), Rock of Ages (2009) ed Elf (2010). È nota soprattutto per aver interpretato Roxie Hart nel musical Chicago a Broadway nel 2002 e ad intervalli irregolari tra il 2012 ed il 2015.
È stata sposata con Michael C. Hall dal 2002 al 2006.

## Filmografia
- Synecdoche, New York,  regia di Charlie Kaufman (2008)
- Law & Order - Unità vittime speciali (Law & Order: Special Victims Unit) – serie TV, episodio 10x09 (2008)